# I'm Gonna Be a Country Girl Again
"I'm Gonna Be a Country Girl Again" är en sång skriven av Buffy Sainte-Marie och inspelad av henne 1968 och utgiven på singel 1971.
En inspelning av Lena Andersson, med den svenskspråkiga texten "Är det konstigt att man längtar bort nån gång?" som Stikkan Anderson skrev, låg på Svensktoppen i 13 veckor under perioden 18 april–11 juli 1971. Lena Anderssons singel är en av titlarna i boken Tusen svenska klassiker (2009).
En inspelning av Bernt Dahlbäck tog sig in på Svensktoppen den 31 oktober 1971 och nådde tiondeplatsen, men bara efter en omgång var denna versionen utslagen.
Det svenska dansbandet Fernandoz tolkade melodin på sitt album Minnernas allé 2005. 2007 låg den på Dansbandstoppen i 21 veckor. Låten tolkades även av det svenska dansbandet Drifters på albumet Stanna hos mig 2010.
Den svenskspråkiga texten är kritisk till det moderna storstadslivet. Det finns ytterligare en svensk text till denna sång, "Jag ska bli en feskarpöjk igen", skriven av Öckeröpoeten och vissångaren Arne i Bora, inspelad av honom själv samt av Kalle Storm.